# Mährischer Karst

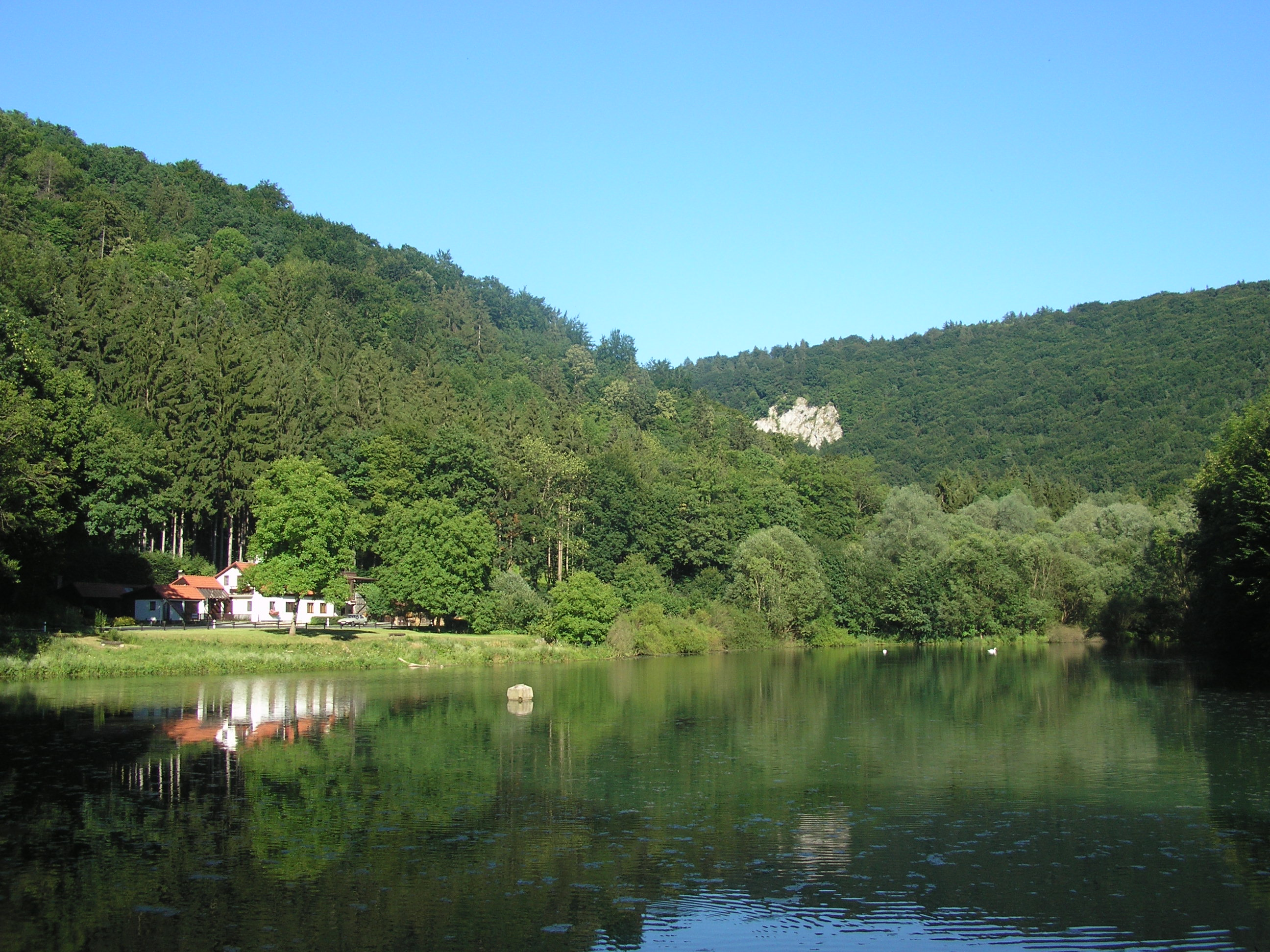
Der See Jakubovo jezero im Mährischen Karst

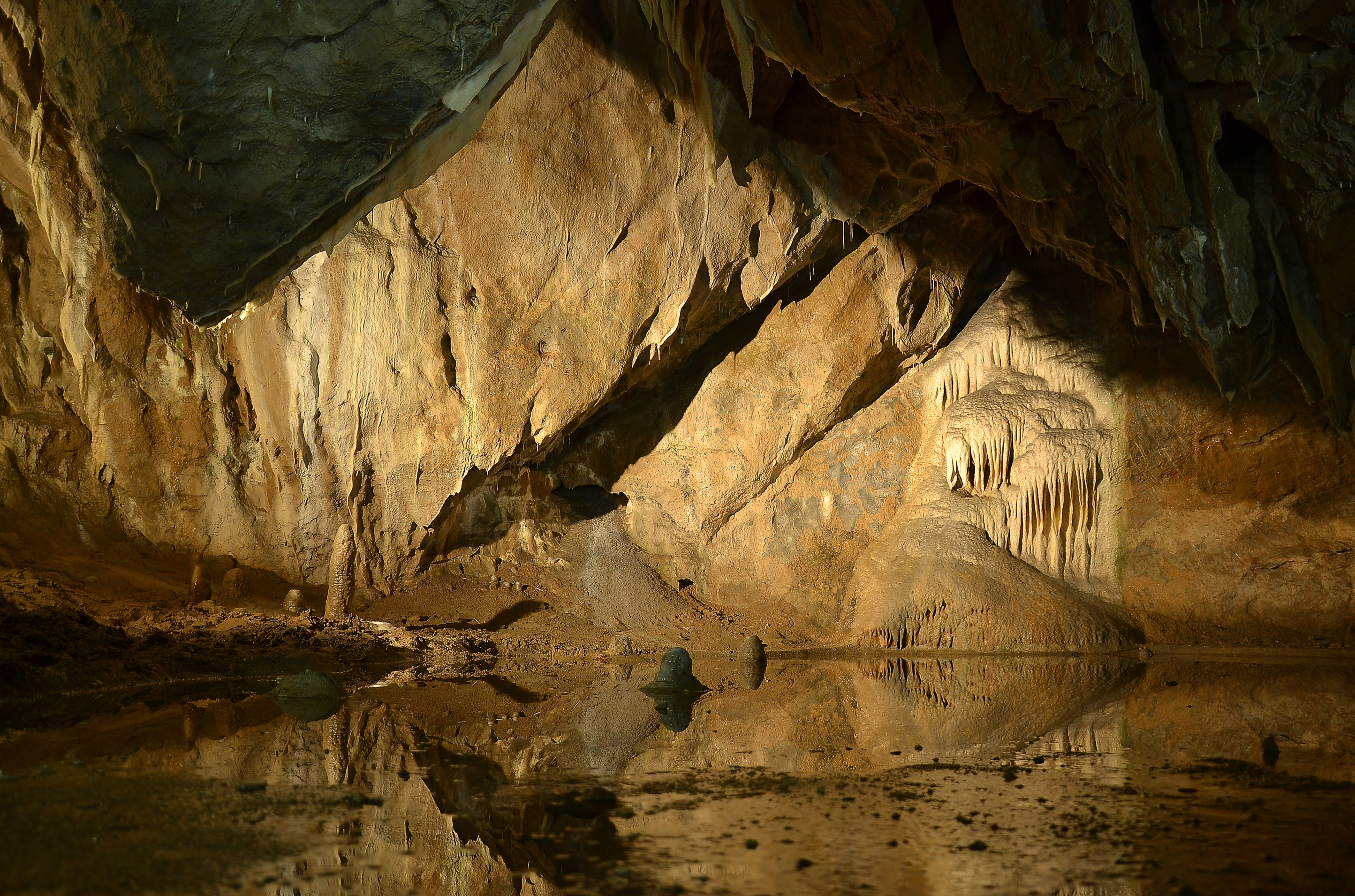
Masarykův dóm in den Punkva-Höhlen

Der Mährische Karst (tschech. Moravský kras), früher auch Mährische Schweiz (tsch. Moravské Švýcarsko), ist eine Mittelgebirgs-Landschaft in Tschechien nördlich von Brünn. Prägend für diesen Teil des Drahaner Berglandes sind für einen Karst typische Landschaftselemente, wie Höhlen, Dolinen, Bachschwinden und Trockentäler. Seit 1956 ist das Gebiet als ChKO Moravský kras (Landschaftsschutzgebiet Mährischer Karst) unter staatlichen Schutz gestellt.

## Topografische Beschreibung
Der Mährische Karst liegt nördlich von Brünn und östlich von Blansko und umfasst ein Gebiet von rund 92 km². Der höchste Punkt des Karstplateaus liegt im Norden bei Sloup am Helišova skala (613 m). Die Kraft des Wassers schuf im Gebiet des Karstes eine Vielzahl von Formenelementen. Die meist trockenen, canyonartigen Täler sind bis zu 150 m in das Kalkplateau eingeschnitten. Auf den Hochflächen finden sich die für den Karst charakteristischen Dolinen. Die Flüsse und Bäche verschwinden zum Teil einfach im Untergrund und kommen anderswo wieder ans Tageslicht. Im gesamten Karstgebiet sind heute mehr als 1000 Höhlen bekannt. Das größte Höhlensystem, die Amatérská jeskyně (Amateurhöhle), zu der auch die Schauhöhle Punkevní jeskyně gehört, hat eine Gesamtlänge von 30 Kilometern. Die größte und tiefste Doline des Mährischen Karstes (Macocha) hat eine Tiefe von 138 Metern. Damit gehört der Mährische Karst zu den bedeutsamsten Karstgebieten Europas.

## Geologie
Der Mährische Karst ist überwiegend aus Kalksteinen des Devon (Givetium, Frasnium) sowie unteren Karbon (Tournaisium, Viséum) aufgebaut und grenzt an seinem westlichen Rand an den Granodiorit des Brünner Massivs an.

## Naturschutz
Bereits 1956 wurde das Gebiet auf einer Fläche von 94 km² zum Landschaftsschutzgebiet erklärt. Die Verwaltung befindet sich in Blansko. Für besonders wertvolle Landschaftsteile sind elf Naturreservate, vier Nationale Naturreservate und zwei Nationale Naturdenkmäler ausgewiesen. Das gesamte Gebiet gehört zum europäischen Verbund Natura 2000.

## Tourismus
Der Mährische Karst wurde schon frühzeitig für den Tourismus erschlossen. Schon am Anfang des 20. Jahrhunderts wurden erste Schauhöhlen eingerichtet. Heute sind vier der 1000 Höhlen für Besucher zugängig. Bedeutendstes Touristenzentrum ist die Skalní mlýn (Felsenmühle) im Punkva-Tal, von der die bedeutenden Sehenswürdigkeiten Punkva-Höhle, Macochaschlucht und Katharinenhöhle zu erreichen sind. Zahlreiche Wanderwege führen durch dieses viel besuchte Gebiet.
Der Mährische Karst ist auch ein bedeutendes Klettergebiet in der Tschechischen Republik. Hier befinden sich auch viele der schwersten Kletterwege des Landes. Im September 2011 wurde mit der Route Perlorodka die vermutlich schwerste Kletterroute der Tschechischen Republik durch Adam Ondra erstbegangen.

### Sehenswürdigkeiten

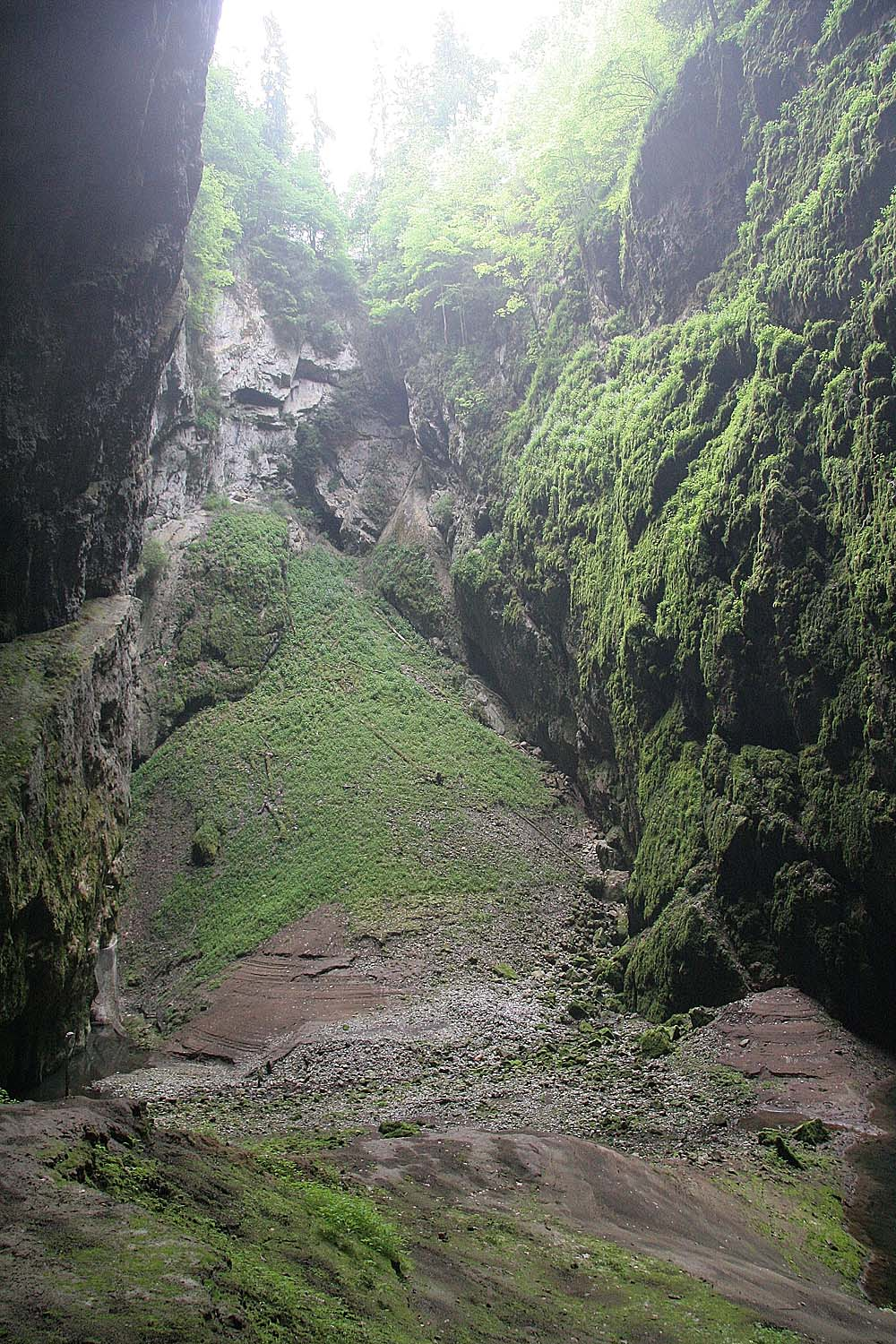
Macocha-Schlucht aus der Punkevní-Höhle gesehen

- Die Balcarka-Höhle liegt in der Nähe von Ostrov u Macochy (Bretterschlag) und bietet zahlreiche Tropfsteine in den verschiedensten Formen.
- Die Sloup-Šošůvka-Höhle in Sloup ist eine der ältesten Schauhöhlen in Mitteleuropa und zeigt Tropfsteine verschiedener Größe und Formen. In einem Teil dieses Höhlensystems (Kulna-Höhle) war während des Zweiten Weltkriegs eine Fabrik für Flugzeugmotorteile untergebracht.
- Die Katharinenhöhle ist seit 1910 zugänglich. Zwar ist im größten Dom dieser Höhle ein Teil der Decke eingestürzt und hat die dort befindlichen Tropfsteine zerstört, doch an den Rändern und in Seitenhöhlen finden sich auch hier schöne Exemplare wie etwa das „Bambuswäldchen“ oder ein Tropfstein in Form einer Hexe. Hier werden auch Konzerte veranstaltet.
- Auch in der Punkva-Höhle gibt es zahllose Tropfsteinformationen. Zu Fuß und mit Booten auf dem hier noch unterirdischen Fluss Punkva geht es hier durch die Unterwelt. Einer der Höhepunkte ist der Blick von ganz unten durch die Macocha („Stiefmutter“) hinauf zum Himmel. Ein Dom der Höhle ist eingestürzt und bildet nun ein Fußballfeld-großes Loch in der Landschaft von über 100 Metern Tiefe.
- Nahe dem Dorf Holštejn befindet sich die mittelalterliche Burgruine Holštejn (Hohlstein), von der jedoch nur noch geringe Reste erhalten sind. Im Felsen unter der Burg befindet sich die sehenswerte, frei zugängliche Höhle Lidomorna.

Außer den Höhlen hat die Region noch Schlösser (Blansko, Rájec nad Svitavou) zu bieten oder den Wallfahrtsort Křtiny (Kiritein) mit dem Kloster Křtiny (eine prachtvolle Wallfahrtskirche) oder den alten Hochofen von Huť Františka (Franzenshütte).
Die Region wurde vom tschechischen Archäologen und Speläologen Karl Absolon kartographiert.